# Exacompta

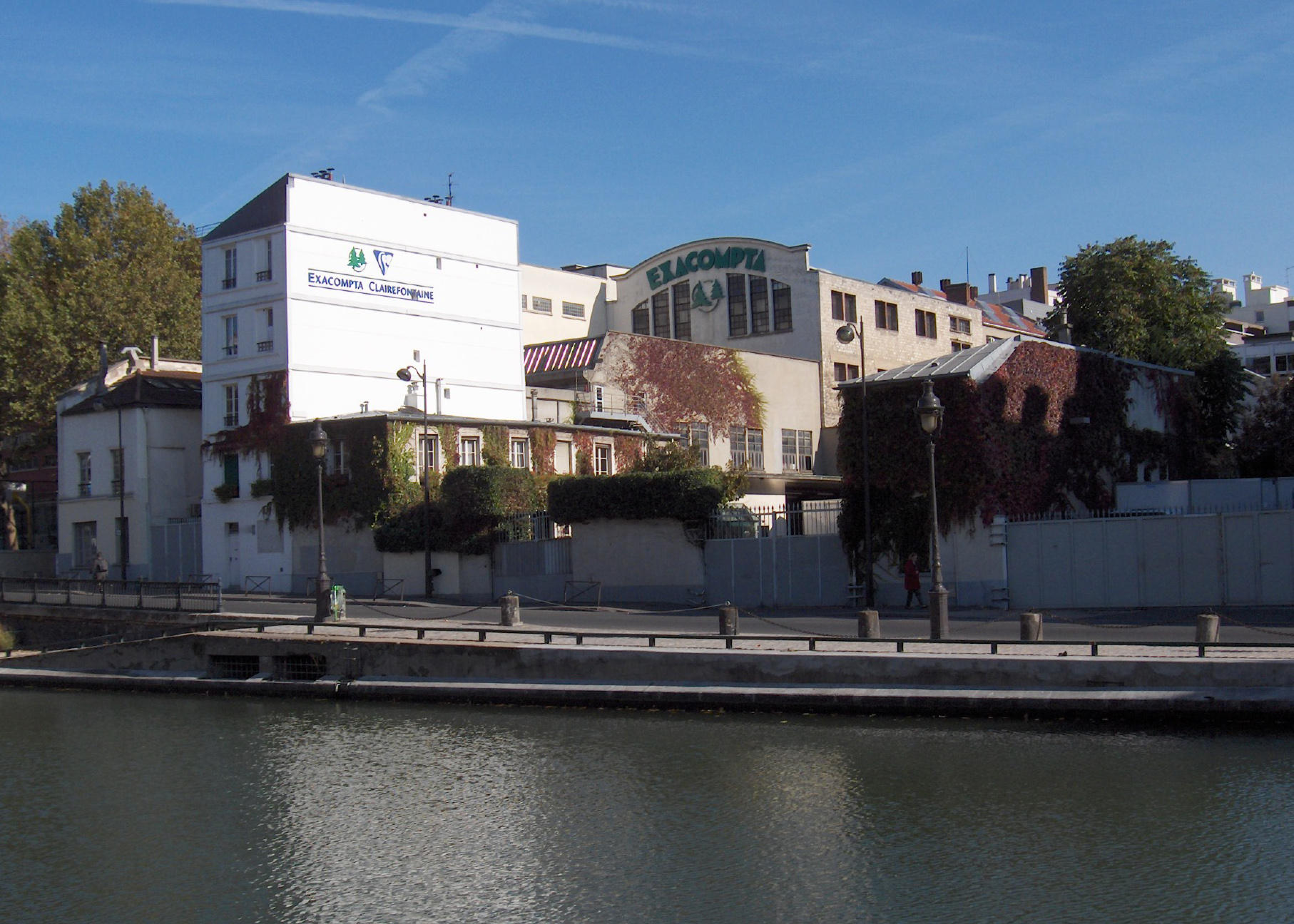
Le site Exacompta à Paris, quai de Jemmapes

Exacompta est une marque française de papeteries et d'articles de classement faisant partie du groupe Exacompta-Clairefontaine. Elle est fondée à Paris en 1928. Elle est située au bord du canal Saint-Martin dans le 10e arrondissement de Paris, notamment dans les murs de l’ancienne usine électrique de la compagnie parisienne de l’air comprimé, qui sont parmi les derniers vestiges industriels du quartier et où sont encore produits de nombreux registres, agendas et papiers,,.

## Histoire
Charles Nusse fonde en 1928 un atelier de fabrication de registres de comptabilité à Paris, sous la marque Exacompta. Il s'ensuit la création d'un atelier d’agendas.
Exacompta dispose aujourd'hui de 12 sites de production en France et en Europe. La société est présidée par François Nusse et dirigée par Charles Nusse (respectivement fils et petit-fils du fondateur).
Historiquement consacrée à la production de registres et piqûres comptables, la marque a augmenté au fil des années sa présence dans de nouvelles catégories de produits, notamment avec une stratégie de croissance par adjacence. Dernière acquisition en date, celle de Rainex, spécialisée dans les articles de classement.

## Produits
Exacompta est, en France notamment, l'une des marques de référence des catégories de produits qu'elle commercialise aujourd'hui. En ce qui concerne plus précisément des agendas, l'entreprise se situe dans le moyen de gamme comme les Éditions Oberthur, ou encore les Éditions Quo Vadis qui appartiennent au même groupe Exacompta Clairefontaine. Dans ce domaine, Exacompta fait face à son concurrent plus haut de gamme, Filofax.

## Démarche environnementale
Du fait d'une prise en compte des problématiques écologiques par les particuliers mais aussi par les entreprises dans leurs choix de produits (notamment papetiers), Exacompta a fait évoluer sa production à partir des années 2000. Une part significative de ses produits, qu'ils soient ou non composés de papiers, est ainsi certifiée ou labellisée[source insuffisante]. 
Cette prise en compte écologique se traduit notamment par la commercialisation de produits :
- certifiés FSC et PEFC et donc garantis comme étant issus de forêts gérées durablement[12],[13] ;
- issus d'une démarche de réduction des effets néfastes sur l’environnement, tout en gardant un niveau qualitatif identique à celui d'autres produits équivalents. De nombreux produits de classement et d'environnement de bureau d'Exacompta possèdent en ce sens le label Ange bleu[14].